# Petrockstowe

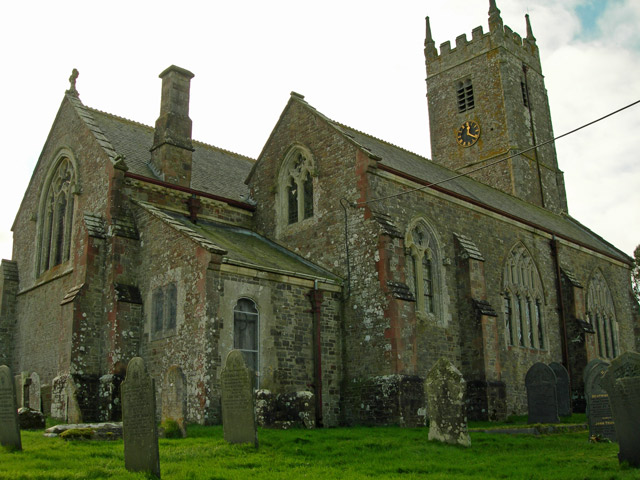
Vista da igreja do vilarejo

Petrockstowe é um pequeno vilarejo localizado no distrito de Torridge, em Devon, Inglaterra. Atualmente cerca de 400 habitantes vivem no vilarejo.